# David W. Panuelo
David W. Panuelo (Pohnpei, 13 aprile 1964) è un politico micronesiano.
Dal maggio 2019 maggio 2023 è stato il 9º Presidente degli Stati Federati di Micronesia.

## Biografia
Nato il 13 aprile del 1964 nel Territorio fiduciario delle Isole del Pacifico a Pohnpei, consegue una laurea in scienze politiche presso l'Eastern Oregon University negli Stati Uniti d'America.
L'11 maggio 2011, Panuelo si è insediato per due anni come senatore dello Stato di Pohnpei, ed è stato rieletto senza opposizione nel 2013 e nel 2015. Viene rieletto per un periodo di quattro anni nel 2015 e nel 2019 (il 5 marzo 2019).
L'11 maggio 2019, dopo otto anni passati come senatore, viene eletto 9º presidente degli Stati Federati di Micronesia, carica che detiene fino all'11 maggio 2023.